# نیروگاه سیکل ترکیبی کازرون
نیروگاه سیکل ترکیبی کازرون در کیلومتر ۱۲ جادهٔ کازرون-شیراز بخش مرکزی شهرستان کازرون، یکی از نیروگاه‌های ایران و سومین نیروگاه سیکل ترکیبی بزرگ ایران با ظرفیت تولید  ۱۳۷۳ مگاوات است.
این نیروگاه دارای ۶ واحد گازی مشتمل بر ۲ واحد میتسوبیشی با توان نامی ۱۲۸ مگاوات و ۴ واحد آنسالدو V94.2 و ۳ واحد بخار زیمنس است که مجموعاً با ظرفیت تولید ۱۳۷۳ مگاوات و دارا بودن پست‌های ۲۳۰ و ۴۰۰ کیلوولت به عنوان بزرگ‌ترین نیروگاه استان فارس و یکی از مراکز مهم تولید برق در کشور است.
در این پروژه سازمان توسعه برق ایران کارفرما، شرکت مهندسی قدس نیرو مشاور و شرکت توسعه یک مپنا پیمانکار اصلی بوده است.